# Arnaldur Indriðason
Arnaldur Indriðason (Reykjavík, 28 gennaio 1961) è uno scrittore e giornalista islandese, noto particolarmente per i suoi romanzi polizieschi che hanno come protagonista il personaggio di Erlendur Sveinsson.

## Biografia
Figlio dello scrittore e giornalista Indriði G. Þorsteinsson, vive a Reykjavík, è sposato e ha tre figli. Dal 1981 al 1982 ha lavorato come giornalista al Morgunblaðið. In seguito ha lavorato come giornalista indipendente e come critico cinematografico. Si è laureato in storia nel 1996. Ha iniziato la carriera di scrittore nel 1997 pubblicando il primo romanzo della serie dedicata al commissario Erlendur Sveinsson. Ha vinto numerosi premi fra cui Glasnyckeln, unico autore per ora ad averlo vinto due volte consecutivamente, nel 2002 e nel 2003, e Gold Dagger.

## Traduzioni in italiano
La traduttrice delle sue opere in italiano è Silvia Cosimini. Molte sue opere sono state tradotte anche da Alessandro Storti, mentre tutti i romanzi tradotti in italiano sono stati pubblicati dalla casa editrice Guanda.

## Opere
(accanto al titolo originale islandese, si riporta l'eventuale titolo italiano)

### Serie del commissario Erlendur Sveinsson
- 1997 - (Synir Duftsins) - I figli della polvere, Guanda 2021
- 1998 - (Dauðarósir) - In silenzio si uccide , Guanda 2022
- 2000 - (Mýrin) - Sotto la città, Guanda 2005
- 2001 - (Grafarþögn) - La signora in verde, Guanda 2006
- 2002 - (Röddin) - La voce, Guanda 2008
- 2004 - (Kleifarvatn) - Un corpo nel lago, Guanda 2009
- 2005 - (Vetrarborgin) - Un grande gelo, Guanda 2010
- 2007 - (Harðskafi) - Un caso archiviato, Guanda 2010
- 2008 - (Myrká) - Un doppio sospetto, Guanda 2011
- 2009 - (Svörtuloft) - Cielo nero, Guanda 2012
- 2010 - (Furðustrandir) - Le abitudini delle volpi, Guanda 2013

### Serie del giovane Erlendur
- 2011 - (Einvígið) - Sfida cruciale, Guanda 2013 ( Episodio con protagonista Marion Briem, con la prima comparsa di Erlendur)
- 2012 - (Reykjavíkurnætur) - Le notti di Reykjavík, Guanda 2014
- 2014 - (Kamp Knox) - Un delitto da dimenticare, Guanda 2016

### Serie del commissario Flovent e Thorson
- 2013 - (Skuggasund) - Una traccia nel buio, Guanda 2015
- 2015 - (Þýska húsið) - Il commesso viaggiatore, Guanda 2017
- 2016 - (Petsamo) - La ragazza della nave, Guanda 2018

### SerieKónrað
- 2017 - (Myrkrið veit) - Quel che sa la notte, Guanda 2019
- 2017 - (Stúlkhan hjá brúnni) - La ragazza del ponte, Guanda 2020
- 2019 - (Tregasteinn) - La pietra del rimpianto, Guanda 2023
- 2020 - (Þagnarmúr) - Muro di silenzio, Guanda 2024
- Con la massima discrezione                       Guanda 2025

### Altre pubblicazioni
- 1999 - (Napóleonsskjölin)
- 2003 - (Bettý)
- 2006 - (Konungsbók)
- 2021 - (Sigurverkið)

## Cinematografia
Arnaldur Indriðason con Óskar Jónasson ha scritto la sceneggiatura del film Reykjavík-Rotterdam del 2008 (con remake Contraband del 2012).
Dal romanzo Mýrin (in italiano: Sotto la città) è stato tratto il film islandese Mýrin (Jar City).

## Premi / riconoscimenti
- 2002 - Glasnyckeln per Mýrin - (Sotto la città), Guanda (2005)[4]
- 2003 - Glasnyckeln per Grafarþögn - (La signora in verde), Guanda (2006)[5]
- 2005 - Gold Dagger Award per Grafarþögn - (La signora in verde), Guanda (2006)[6]
- 2005 - Martin Beck Award per Röddin - (La voce), Guanda (2008)[7]
- 2007 - Festival Internazionale del cinema di Karlovy Vary per Mýrin - regista Baltasar Kormákur
- 2007 - Grand prix de littérature policière nella categoria International per La voix - (La voce), Guanda (2008)[8]
- 2009 - Premio Barry per il miglior romanzo per The Draining Lake - (Un corpo nel lago), Guanda (2009)[9]